# 建始站
建始站，位于中华人民共和国湖北省恩施土家族苗族自治州建始县业州镇安乐井村，是沪汉蓉快速客运通道宜万铁路段上的火车站，于2010年12月22日启用营运，武汉铁路局管辖。

## 車站周邊
- 兄弟宾馆
- 建始县业州镇安乐井村村民委员会
- 卓怡宾馆
- 卓怡宾馆
- 宜家旅馆
- 平安旅馆
- 锦江商务宾馆
- 尚品宾馆

## 歷史
- 2010年12月22日通车启用。

## 外部連結
- 中国铁路客户服务中心 （页面存档备份，存于）